# Лютарський заказник
Лю́тарський заказник — загальнозоологічний заказник місцевого значення в Україні. Об'єкт природно-заповідного фонду Хмельницької області. 
Розташований у межах Ізяславської міської громади Шепетівського району Хмельницької області, біля села Комини. 
Площа 35,7 га. Статус присвоєно згідно з рішенням сесії обласної ради народних депутатів від 28.10.1994 року № 7. Перебуває у віданні ДП «Ізяславський лісгосп» (Лютарське л-во, кв. 31, вид. 1; кв. 33, вид. 13-17, 21, 24; кв. 37, вид. 1,5, 17, 18). 
Статус присвоєно для збереження кількох частин лісового масиву та прилеглих до нього заболочених територій (на берегах річки Гнилий Ріг та її приток), як місця поселення бобрів.